# Marcello Malpighi
Marcello Malpighi (Crevalcore, 10 marzo 1628 – Roma, 29 novembre 1694) è stato un medico, anatomista e fisiologo italiano.
Viene considerato il padre dell'osservazione microscopica in anatomia, istologia, fisiologia, embriologia e medicina pratica, il primo ad osservare i capillari negli animali e a scoprire il legame tra le arterie e le vene, il quale era sfuggito a William Harvey.
L'uso del microscopio ha permesso a Malpighi di scoprire che gli insetti non utilizzano polmoni per respirare, ma dei piccoli fori nella loro pelle chiamati trachee. Studiando l'anatomia del cervello, ha confermato che l'organo è semplicemente una ghiandola. In termini di endocrinologia moderna, questa deduzione è corretta dato che l'ipotalamo del cervello è da tempo riconosciuto per la sua capacità di ormone secernente. Fu anche il primo ad osservare i globuli rossi al microscopio: il suo trattato De polypo cordis è stato importante per la spiegazione della composizione del sangue.
Il corpuscolo di Malpighi del rene prende il nome da lui, così come la piramide del Malpighi. In entomologia prendono il suo nome i tubi malpighiani, la più importante parte del sistema escretore degli insetti (involucri cilindrici derivanti dall'invaginazione dell'ectoderma): eliminano i cataboliti dall'emolinfa assorbendoli dalle pareti, riversandoli poi nel lume contenente urina, quindi nel proctodeo e infine all'esterno con le feci.

## Biografia

### A Bologna
Marcello Malpighi, della famiglia Malpighi, nacque il 10 marzo 1628 a Crevalcore, città a trenta chilometri da Bologna, dove la famiglia, benestante e agiata, aveva dei possedimenti, tra cui un podere denominato "Bocchetta". Nella natia Crevalcore Malpighi studiò grammatica e retorica, oltre, naturalmente, al latino.
Nel gennaio del 1646 si iscrisse allo Studium di Bologna, dove apprende dal professore e sacerdote Francesco Natali la filosofia, che studiò, come egli afferma per più anni, esercitandosi in frequenti e pubbliche disputazioni. La sua vita spensierata si spezzò quando, nel 1649, morirono entrambi i genitori e il nonno paterno.
Da primogenito Malpighi dovette occuparsi anche dei suoi cinque fratelli e delle sue tre sorelle; decise così, sotto consiglio di Natali, di iscriversi a medicina. Si appassionò all'anatomia e frequentò il "Coro anatomico", un'accademia fondata da Bartolomeo Massari che si era dedicata alla dissezione di animali e, se disponibili, di cadaveri umani.

Mondino dei Liuzzi, Anathomia, 1541

In quegli anni, però, lo Studium di Bologna era entrato in un'età grigia e nella medicina bolognese, nonostante la tradizione anatomica risalente a Mondino dei Liuzzi e Giulio Cesare Aranzi, l'autorità antica di Galeno era tuttora saldamente ancorata. Lo stesso Massari era un medico galenico e astrologico, cioè prima ancora di formulare una diagnosi studiava l'oroscopo del suo paziente e su questa base decideva la terapia. Malpighi trasse da Massari il meglio, cioè l'acutezza di anatomico e la sperimentazione su animali e cadaveri.
Malpighi venne perseguitato particolarmente durante l'ultimo anno di studi, probabilmente perché uno degli antagonisti, Tommaso Sbaraglia, era legato alla famiglia dei Malpighi da un vecchio e profondo odio nutrito da dissidi su un pezzo di terreno di confine tra le proprietà delle due famiglie, ma soprattutto a causa della sua frequentazione del Coro anatomico e del sospetto del suo allineamento alla teoria iatromeccanica piuttosto che ai dettami ippocratici e galenici.
Le attività del Coro provocarono l'animosità di quasi l'intero corpo accademico. Avversari particolarmente accaniti furono i professori Agostino Cucchi e Ovidio Montalbani con il loro seguito di scolari e amici, che non si limitarono ad attacchi verbali o alle solite pubblicazioni di libelli polemici, ma giunsero addirittura a minacciare Malpighi di morte se non si fosse allineato alla medicina tradizionale. Montalbani arrivò ad approfittare della sua autorità nell'ateneo per introdurre nell'esame di dottorato una severa prova di fede alla medicina galenica.

### A Pisa

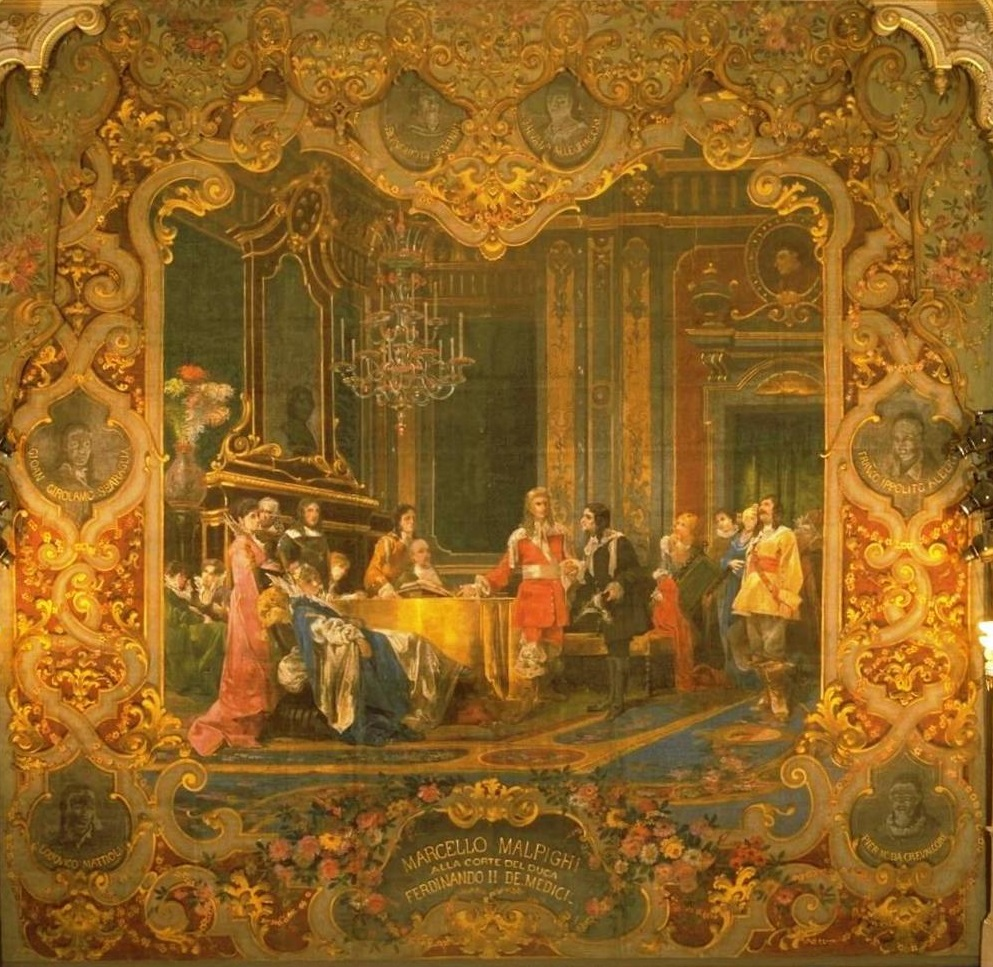
Raffaele Faccioli, Marcello Malpighi alla corte del granduca Ferdinando II di Toscana (sipario del teatro comunale di Crevalcore)

Così nel 1656, due anni dopo la laurea in "Medicina e Filosofia" e un anno dopo la morte del suo maestro (e cognato) Massari, il Senato di Bologna conferì la cattedra di Logica a Malpighi, da lui chiesta tre anni prima. Ma a novembre dello stesso anno accettò l'invito del granduca Ferdinando II de' Medici di insegnare Medicina teorica presso l'Università di Pisa, conservando però il posto di lettore nell'Università di Bologna.
Si recò quindi a Pisa, dove divenne membro dell'Accademia del Cimento, che si proponeva come erede della scienza galileiana in Italia riunendo molti studiosi illustri, ricominciando così a sperimentare e a sezionare anche animali vivi.
Una particolare amicizia lo legava al matematico Giovanni Alfonso Borelli, che lo introdusse alla iatromeccanica e alle sue idee improntate sull'osservazione dei fenomeni viventi basandosi sulle leggi della fisica e della matematica. Questo nuovo indirizzo cercava di applicare la filosofia meccanica di Descartes ai corpi viventi e di considerare, quindi, gli animali, complessi ingegni meccanici. Nell'ambito dell'Accademia, Malpighi conobbe anche un nuovo strumento che lo avrebbe accompagnato per il resto della sua vita: il microscopio.

### Ritorno in patria
Il triennio pisano fu importantissimo per forgiare Malpighi come uomo e come scienziato, ma nel 1659 fece ritorno a Bologna per intercedere per suo fratello Bartolomeo, condannato a morte per aver ucciso durante una rissa il primogenito degli Sbaraglia, Tommaso. Una volta ottenuta la grazia per il fratello, grazie anche all'aiuto del cardinale Farnese, Malpighi decise di rimanere a Bologna, dove ricoprì la cattedra di Medicina teorica e facendo le sue prime importanti osservazioni microscopiche.
È proprio in questo periodo, precisamente nel 1660, che si colloca la prima vera grande scoperta fatta da Malpighi e che renderà il suo nome famoso in tutto il mondo. All'inizio di quell'anno infatti l'Anatomico attraverso lo studio e la sperimentazione sui polmoni, formula, per primo nel mondo, un'ipotesi vicina alla realtà sulla loro funzione, suscitando così l'ira dei medici ippocratici-galenici. Nella medicina galenica i polmoni erano considerati costituiti di sangue coagulato e la loro funzione era quella di rifornire il cuore di pneuma. Malpighi non si mostrò solo seguace della filosofia meccanica e maestro di microscopia ma riuscì anche a penetrare con vari artifizi anatomici nell'interno delle strutture e a svelare il sottile meccanismo del loro funzionamento. La scoperta del funzionamento dei polmoni viene subito comunicato a Borelli con una lettera datata 4 gennaio.

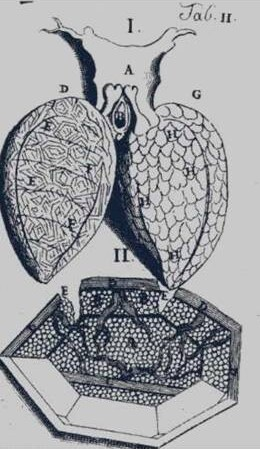
Tavola di De pulmonibus observationes anatomicae, 1661

Con la descrizione degli alveoli Malpighi gettò le basi per una teoria della respirazione e fornì un dato fondamentale alla nascente medicina moderna: nella sua famosa opera De motu cordis (1628), William Harvey aveva portato prove decisive contro il sistema galenico che vedeva il sangue prodotto nel fegato e poi consumato dalle varie parti del corpo. Al sistema harveiano della circolazione del sangue mancava tuttavia la dimostrazione che era effettivamente "chiuso". Fu proprio Malpighi, nell'anno successivo alla scoperta che lo rese famoso, a risolvere questo problema partendo dall'osservazione dei polmoni di una rana e, tramite l'utilizzo del microscopio, dimostrò l'esistenza della rete di capillari delineando in maniera definitiva il ciclo della circolazione sanguigna.

### A Messina
Le tensioni all'interno del corpo docente bolognese non si erano placate, quindi nel 1662 Borelli convinse Malpighi a lasciare la città per trasferirsi a Messina dove lui gli aveva procurato un posto molto ben remunerato all'Università degli Studi (quattro-cinque volte lo stipendio a Bologna). A Messina Malpighi proseguì la sua immane opera intesa a rivelare la struttura microscopica degli organi degli esseri viventi. Nel 1665 pubblicò i tre opuscoli: De lingua, De cerebro e De externo tactus organo, incentrate sul senso del gusto, sul funzionamento del cervello e sul senso del tatto.
Un altro clamoroso successo per la iatromeccanica avvenne l'anno successivo quando uscì De viscerum structura, nel quale Malpighi mise in evidenza il complesso sistema di follicoli, tubuli e vasellini dei reni e sviluppò un nuovo modello del processo della secrezione. Nel 1663 individuò in un vaso sanguigno dei globuli rossi che inizialmente interpretò come globuli di grasso.
Ma anche a Messina Malpighi non resistette a lungo, a causa dell'ambiente polemico del tutto simile a quello bolognese,  e nel 1666 fece ritorno nella sua amata Bologna ottenendo l'insegnamento di Medicina pratica e diventando un medico richiesto e, per conseguenza, persona benestante.

### L'apogeo
Gli anni a seguire furono di particolare importanza per la vita di Marcello Malpighi perché videro la rottura dell'amicizia con Borelli e l'inizio della collaborazione con la Royal Society di Londra, che dal 1669 in poi pubblicherà tutte le sue opere. Entrambi gli eventi rafforzarono l'autonomia scientifica di Malpighi che, pur rimanendo sempre fedele alla microscopia e alla iatromeccanica, estese ulteriormente il suo campo di ricerca: agli insetti (De bombyce, 1669), alle piante (Anatomes plantarum, 1675/1679) e all'embriologia (De formatione pulli in ovo, 1672), aprendo per ognuno di essi nuove strade. Solo davanti ai minerali si diede per vinto.
La Dissertatio epistolica de bombyce (1669), dedicata al baco da seta, costituisce la prima monografia scientifica interamente dedicata all'anatomia interna di un insetto. Duris e Goahu, nella loro Storia della biologia, discutendo di quest'opera, ne giudicano l'autore «il fondatore dell'anatomia microscopica animale e vegetale», e ricordano che nelle sue pagine si trova la descrizione e la rappresentazione dell'apparato buccale del baco da seta, l'apparato respiratorio, di cui per primo Malpighi descrisse stigmi e trachee, l'apparato circolatorio, in cui scoprì il vaso dorsale, quello escretore, in cui si trovano i già menzionati tubi malpighiani, l'apparato riproduttore della femminile, la catena nervosa gangliare e il tubo digerente, il tutto corredato da incisioni in rame realizzate dallo stesso Malpighi.
Da parte sua, la Dissertatio epistolica de formatione pulli in ovo (1672) fu una delle opere che più contribuì al radicamento dell'ovismo nella comunità scientifica. Nella Dissertatio, Malpighi sostenne di aver ottenuto una verifica sperimentale della preformazione del pulcino nell'uovo, e suggerì, sulla base di tali osservazioni, l'idea di "germi" preformati incapsulati l'uno nell'altro e progressivamente miniaturizzati, tutti dunque contenuti già dal primo individuo femminile di ogni specie.

Marcello Malpighi, Frontespizio dell'Opera omnia, Leida 1687

Nel 1687 la Royal Society pubblicò l'Opera omnia di Malpighi, ma nonostante la sua crescente fama a livello internazionale, l'opposizione bolognese non si attenuò. Nel 1676 il valore dei lavori di Malpighi venne messo in dubbio e ridicolizzato dal botanico Giovanni Battista Trionfetti, dall'arcidiacono Anton Felice Marsili e dagli eterni nemici Paolo Mini, allievo dello stesso Malpighi, e Giovanni Girolamo Sbaraglia. Per di più, un incendio, che nel 1683 distrusse la sua casa di città insieme a tutti i suoi strumenti e manoscritti, e i crescenti problemi di salute contribuirono a offuscare la sua vita.
Nel 1689 apparve un libro anonimo intitolato De recentiorum medicorum studio dissertatio epistolaris ad amicum, ma del quale non si faticava a riconoscere come autore lo Sbaraglia, che attaccava violentemente le ricerche anatomiche malpighiane. Malpighi ne scrisse a Lorenzo Bellini sotto forma di burlesca allegoria fingendo un assalto da parte di Sbaraglia e dei suoi accoliti alla sua villa di Corticella con conseguente rogo da parte degli assalitori delle sue carte, dei microscopi e altri strumenti scientifici. L’assalto fu ritenuto reale, fino ad Adelmann, dai biografi dello scienziato.

### A Roma
Nel 1691 muore papa Alessandro VIII e gli succede al trono di Pietro Antonio Pignatelli, cardinale legato di Bologna, con il nome di Innocenzo XII. Egli volle avere l'amico bolognese Malpighi come archiatra a Roma. Infatti, tramite il cardinale Spada, il papa fece pervenire all'anatomista un invito a trasferirsi a Roma. Nonostante Malpighi fosse riuscito a rifiutare un analogo invito pochi anni prima, questa volta non riuscì a lungo a sottrarsi a tale richiesta, per cui dovette abbandonare l'amata Bologna per recarsi nell'Urbe.
Il Papa, inoltre, lo nominò "Cameriere Segreto Partecipante", titolo che comporta lo status clericale di monsignore, e gli consentì di esercitare liberamente in Roma la professione di medico. Nonostante ciò, Malpighi visse il trasferimento forzato con amarezza e tristezza. L'unica soddisfazione per l'anatomista fu la conseguente clamorosa sconfitta dei suoi detrattori che non si poterono più permettere di offendere e aggredire l'Archiatra pontificio. Anzi, furono praticamente costretti ad un atto di umiliazione.
La morte si preannunciò tre anni più tardi, il 25 luglio 1694, con un colpo di apoplessia che gli paralizzò la parte destra del corpo. Dopo 40 giorni, grazie alle cure della moglie e dei medici del luogo, recuperò la sensibilità e la mobilità, ma non la memoria che in lui era sempre stata portentosa. Mentre procedeva però la convalescenza, morì improvvisamente la moglie. Anche a causa di ciò lo stato di salute di Malpighi andò peggiorando sempre più rapidamente, ma senza mai perdere la lucidità che lo caratterizzava. Nel mattino del 29 novembre 1694 un secondo colpo apoplettico lo uccise in quattro ore. Le sue spoglie riposano nella Chiesa dei Santi Gregorio e Siro a Bologna. Tre anni dopo, grazie al fratello Bartolomeo, apparve la sua Opera posthuma.
Niente descrive l'opera innovatrice di Malpighi meglio del giudizio di un suo contemporaneo:
()

## Opere

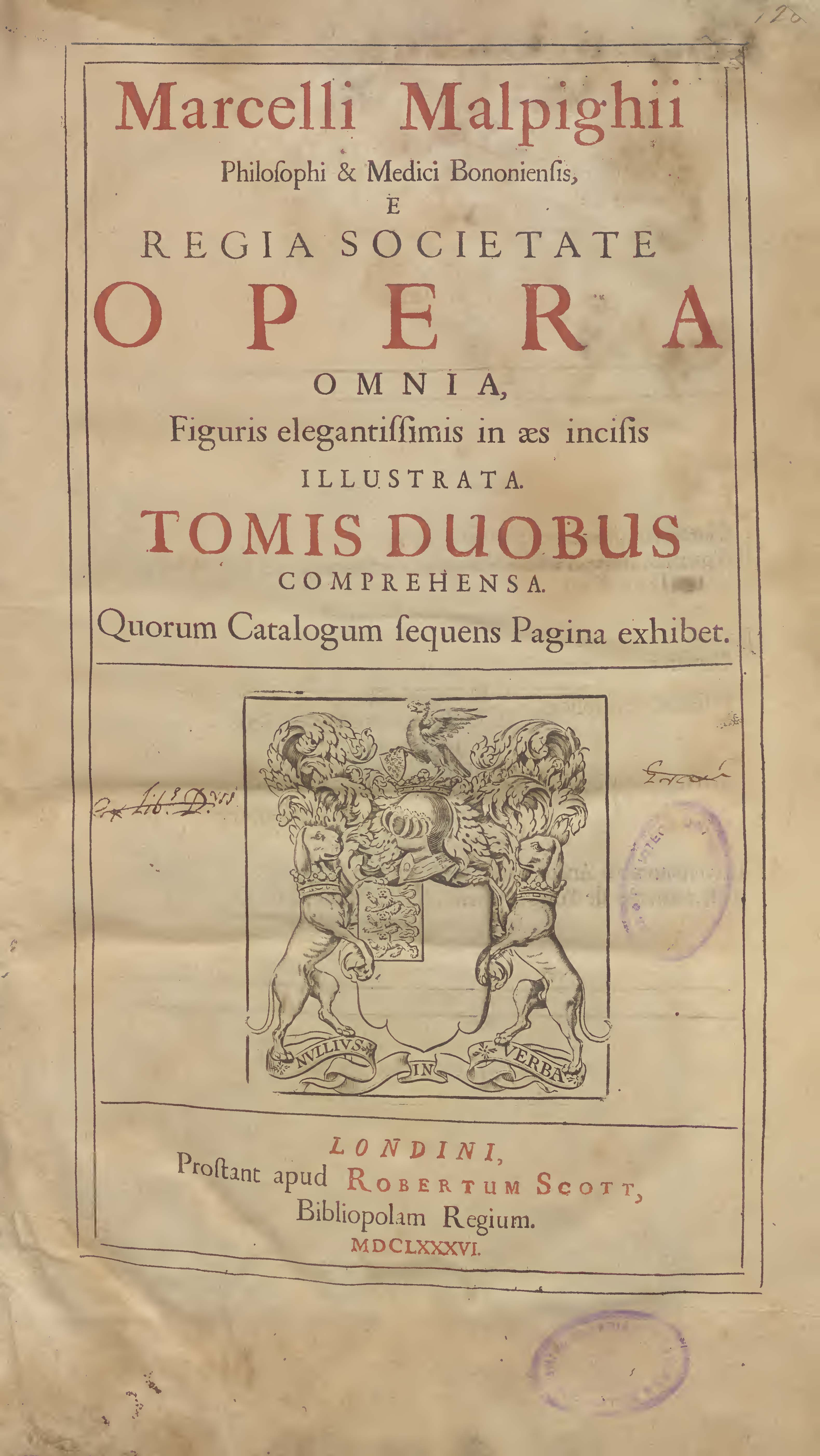
Frontespizio dell'Opera Omnia, Londra 1686

- (LA) Dissertatio epistolica de bombyce, Societati Regiae, Londini ad scientiam naturalem promovendam institutae, dicata, Londini, apud Joannem Martyn & Jacobum Allestry, 1669.
- (LA) Marcelli Malpighi Consultationum medicinalium centuria prima, quam in gratiam clinicorum evulgat Hieronymus Gaspari..., Patavii, ex Typographia Seminarii: apud Jo. Manfre, 1713.
- (LA) Marcelli Malpighii ... Anatomes plantarum pars altera. Regiae Societati, Londini ad scientiam naturalem promovendam institutae, dicata, Londini, impensis Johannis Martyn, Regiae Societatis typographi, ad insigne campanae in coemeterio divi Pauli, 1679.
- (LA) Marcelli Malpighii Opera omnia, seu Thesaurus locupletissimus botanico-medico-anatomicus, viginti quatuor tractatus complectens et in duos tomos distributus, Lugduni Batavorum, apud Petrum Vander Aa, bibliopolam, 1687. (Altra versione)
- Luigi Belloni (a cura di), Opere scelte, collana Classici della scienza, Torino, UTET, 1967, OCLC 875191575.
- (IT, EN) Howard Bernhardt Adelmann (a cura di), The Correspondence of Marcello Malpighi, collana Cornell publications in the history of science, Cornell University Press, 1975, ISBN 9780801408021, LCCN 73009867, OCLC 470576621.

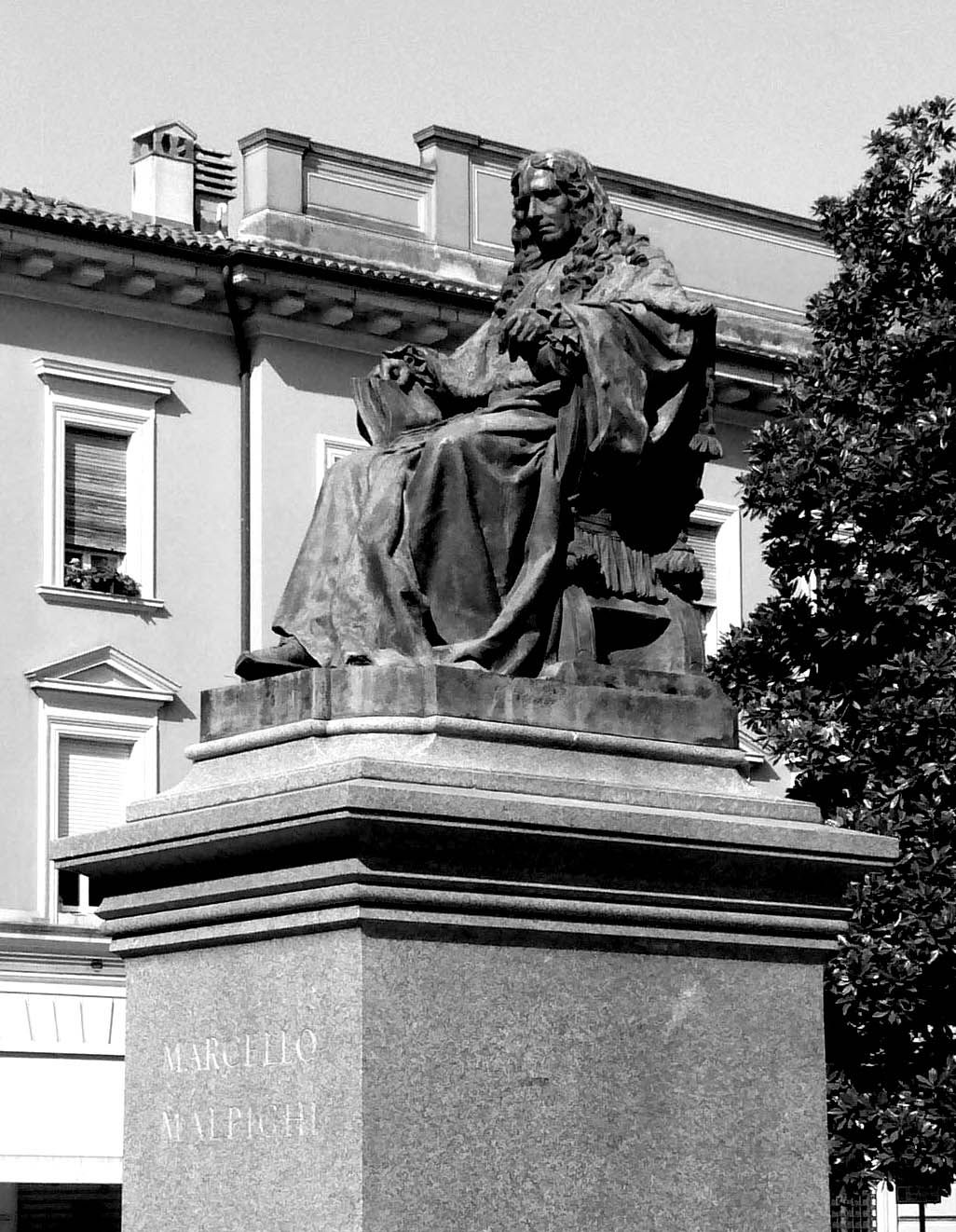
Crevalcore, Piazza Malpighi. Enrico Barberi, 1897. Monumento a Marcello Malpighi.

## Riconoscimenti
A Malpighi è dedicato l'asteroide 11121 Malpighi.
A Bologna gli è stata intitolata una delle piazze principali del centro storico.
A Roma gli è intitolata una strada nel quartiere Nomentano e a Milano una strada in zona Porta Venezia
Nella nativa Crevalcore gli è intitolata la piazza principale del paese, al centro della quale troneggia una statua bronzea, opera di Enrico Barberi, a lui dedicata nel 1897.
Nell'Archiginnasio di Bologna, già sede dell'Università, un affresco ricorda Marcello Malpighi: vi si scorge la Medicina che consegna all'Eternità una pergamena contenente il nome di Marcello Malpighi, alla scena assiste anche Mercurio, messaggero degli dèi. Una scritta in latino sotto l'affresco, polemicamente, afferma che un nome illustre non ha bisogno d'altro, in polemica con la tendenza dell'epoca di dedicare monumenti all'interno dell'Archiginnasio a personaggi famosi, ma contornarli di stemmi e di dediche agli sponsor (normalmente studenti e professori ricchi).